# Igelginster
Der Igelginster (Erinacea anthyllis) ist die einzige Art der Pflanzengattung innerhalb der Familie der Hülsenfrüchtler (Fabaceae).

## Beschreibung

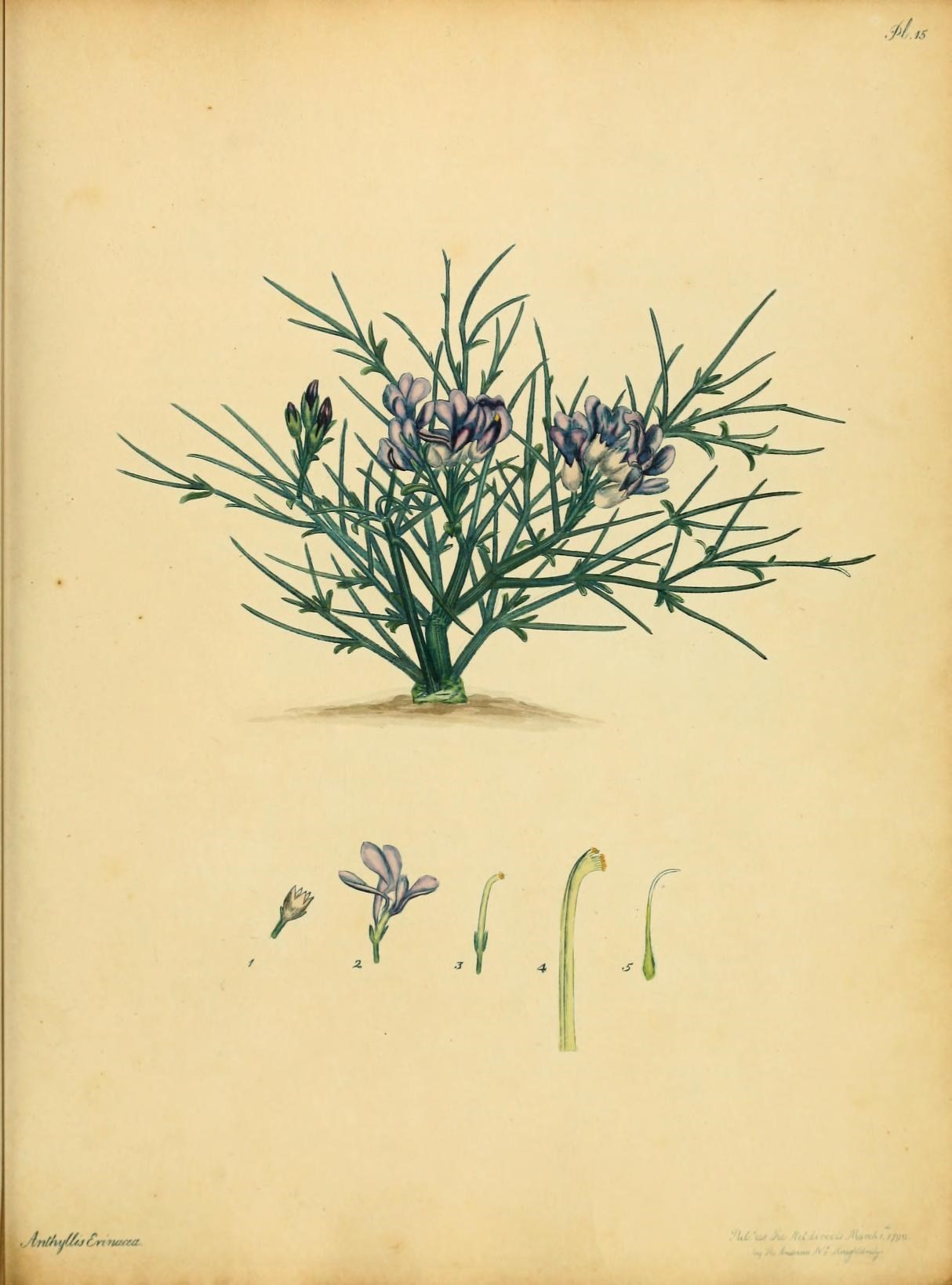
Illustration aus The botanist's repository, for new and rare plants, Tafel 15

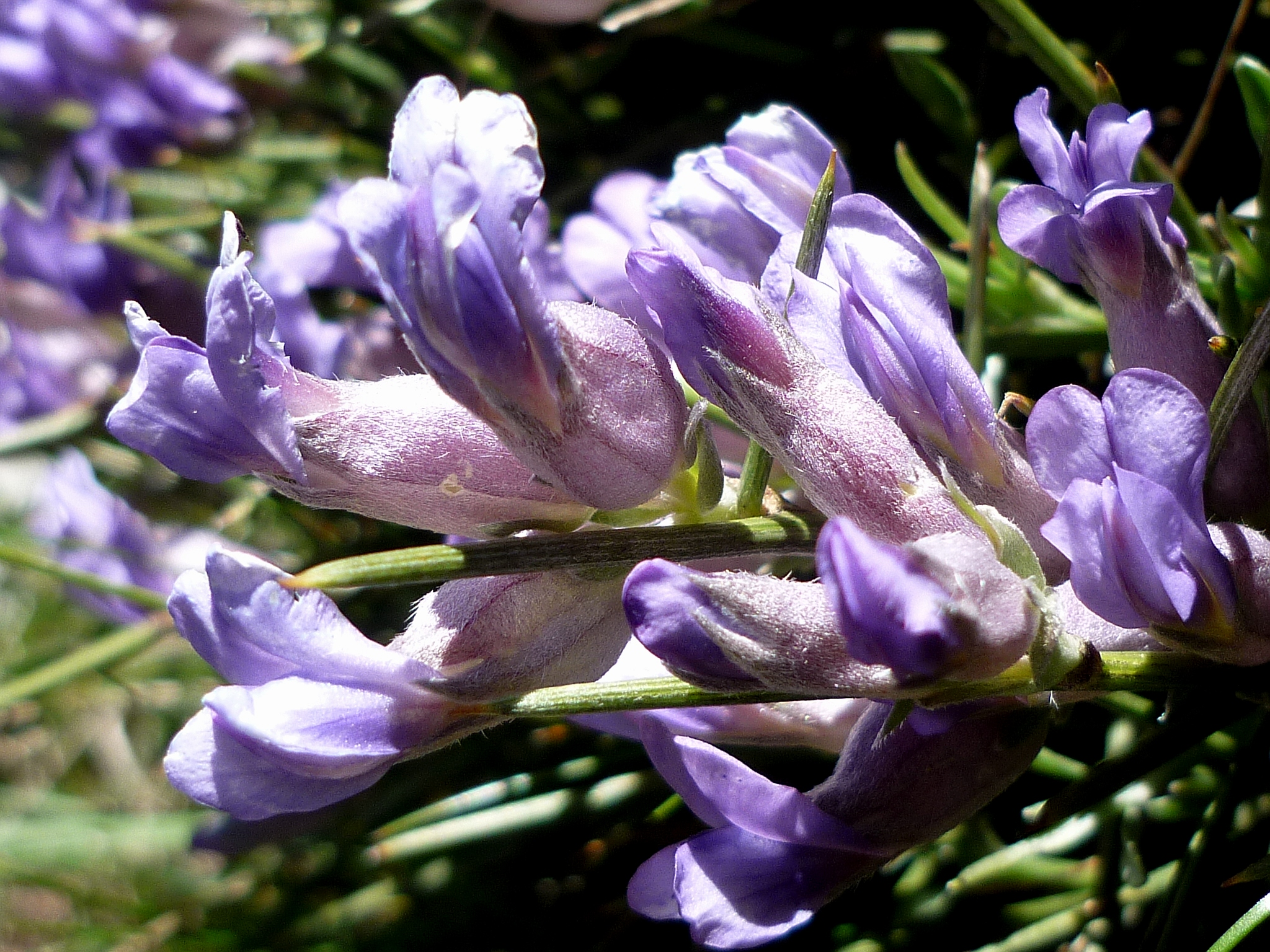
Zygomorphe Blüten

### Vegetative Merkmale
Beim Igelginster handelt es sich um einen kleinwüchsigen und stacheligen, immergrünen Strauch mit Wuchshöhen und Breiten von jeweils etwa 30 Zentimetern. Die kleinen Äste sind gerippt.
Er hat ein spärliches „Blattwerk“. Die früh abfallenden, einfachen und schmalen, kurze gestielten Laubblätter sind feinhaarig und ganzrandig. Die Blattspreite ist verkehrt-eilanzettlich mit spitzem oder bespitztem oberen Ende.

### Generative Merkmale
Die Blütezeit liegt im späten Frühling bis frühen Sommer. Die auffälligen Blüten erscheinen in wenigblütigen Blütenständen. Unter jeder Blüte sind mehrere fein behaarte Deckblätter vorhanden. Die Blütenstiele sind relativ kurz.
Die zwittrige Blüte ist zygomorph und fünfzählig mit doppelter Blütenhülle. Der behaarte Kelch ist urnenförmig, zweilippige, mit kurzen Kelchzipfeln. Die lilafarbene Blütenkrone hat die typische Form von Schmetterlingsblüten. Die zehn Staubblätter sind einbrüderig verwachsen. Das einzige oberständige Fruchtblatt ist fein behaart. Der Griffel ist kahl.
Die fein behaarte Hülsenfrucht ist relativ klein, flach und, mehrere Samen. Die mit einer Größe von 2,5 bis 3 Millimetern relativ kleinen Samen sind bräunlich und glatt.

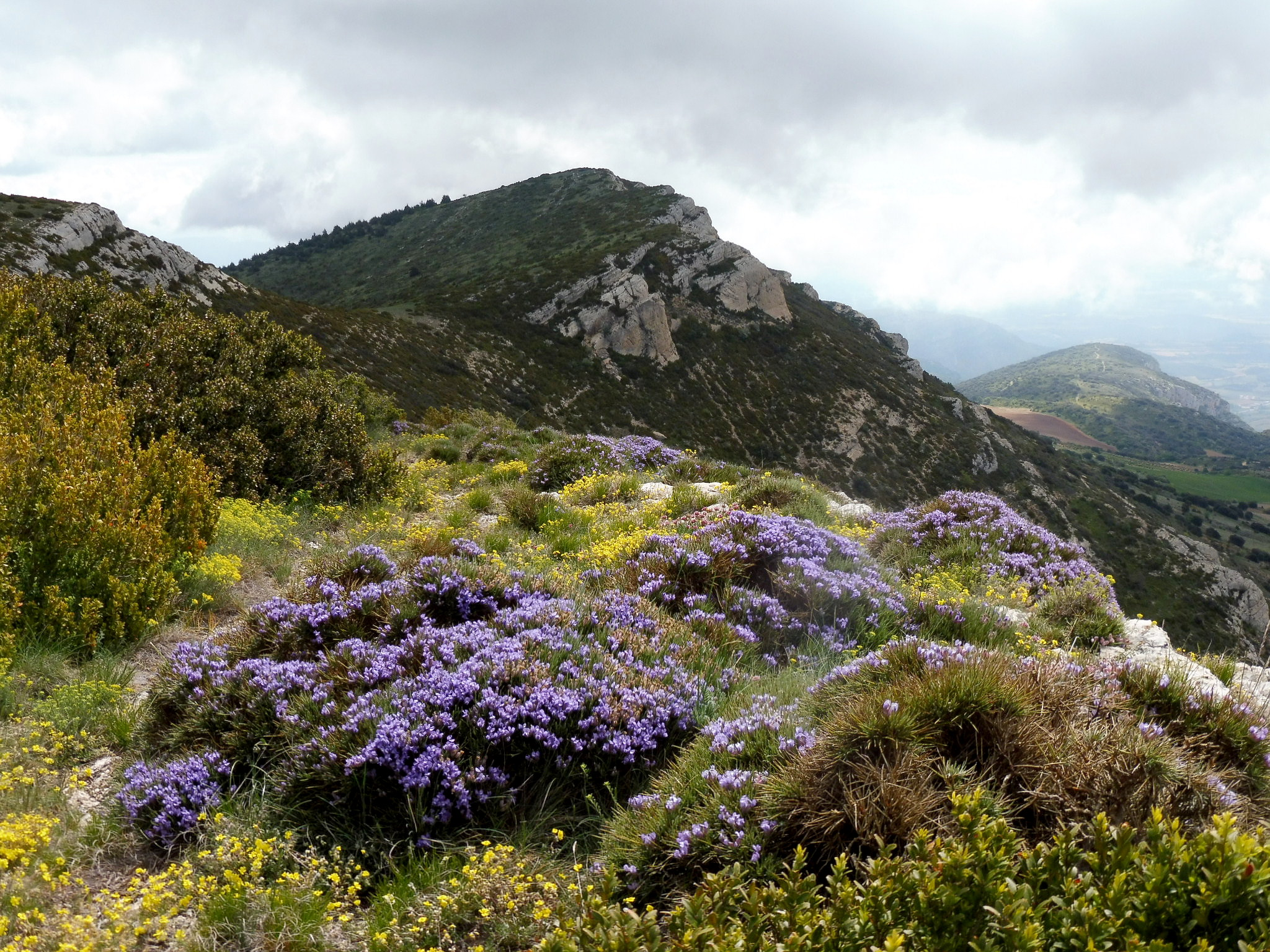
Habitus im Habitat in den Pyrenäen

## Vorkommen
Der Igelginster gedeiht in den steinigen Bergregionen der Pyrenäen und im westlichen Mittelmeerraum, Spanien, Algerien und Marokko bis nach Tunesien. Er ist die Charakterart der Igelpolsterheide.

## Systematik
Die Erstbeschreibung von Erinacea anthyllis erfolgte 1829 durch Johann Heinrich Friedrich Link in Handbuch zur Erkennung der nutzbarsten und am häufigsten vorkommenden Gewächse, 2, S. 156. Das Artepitheton anthyllis weist auf seine Ähnlichkeit zum Echten Wundklee (Anthyllis vulneraria) hin. Synonyme für Erinacea anthyllis Link sind: Anthyllis erinacea L., Anthyllis hystrix Sweet, Erinacea erinacea (L.) Asch. & Graebn., Erinacea pungens Boiss. Die Gattung Erinacea wurde 1763 durch Michel Adanson in Familles des Plantes. II. partie. 2, S. 321, 555 aufgestellt.
Erinacea anthyllis ist die einzige Art der Gattung Erinacea aus der Tribus Genisteae in der Unterfamilie Faboideae innerhalb der Familie Fabaceae.
Neben der Nominatform Erinacea anthyllis subsp. anthyllis gibt es im Nordosten Algeriens (Aurès-Gebirge) und Tunesien noch die Unterart Erinacea anthyllis subsp. schoenenbergeri Raynaud, die sich von ersterer Unterart durch dreifiedrige Blätter und einer rosafarbenen Corolla unterscheidet.

## Nutzung
Igelginster wird als Zierpflanze verwendet. Er gedeiht am besten an einem sonnigen, trockenen Ort in alkalische Böden, die dem Kalksteinboden in seinem natürlichen Lebensraum ähnelt. Hat er sich erst einmal an einem Standort angepasst, ist er sehr langlebig.
Die Royal Horticultural Society hat ihm den Award of Garden Merit verliehen.